# Bardzynin
Bardzynin – wieś w Polsce położona w województwie łódzkim, w powiecie poddębickim, w gminie Dalików.
W latach 1975–1998 miejscowość administracyjnie należała do województwa sieradzkiego.
Bardzynin jest wsią letniskowo-wypoczynkową. Na jego terenie znajduje się szereg działek rekreacyjnych.